# Klaus Filter

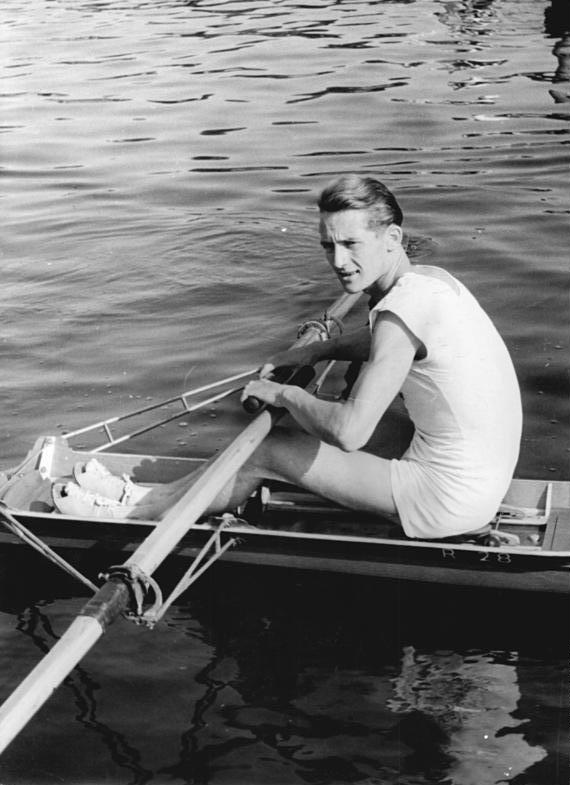
Klaus Filter bei den DDR-Rudermeisterschaften 1955 im Einer

Klaus Filter  (* 5. Februar 1933 in Berlin) ist ein deutscher Bootsentwickler. Er war DDR-Rennruderer, Direktor des Instituts für Forschung und Entwicklung von Sportgeräten (FES), Vorsitzender der Materialkommission des Weltruderverbandes (FISA) und engagierte sich für die Entwicklung des Rudersports in der Dritten Welt.

## Leben und Karriere
1949, zwei Jahre, nachdem er mit dem Rudern begonnen hatte, ruderte Filter in Berlin-Grünau seine erste Regatta. Für das Absolvieren der zehn Kilometer langen Strecke gewann er mit seinem Ruderpartner den ersten Pokal. Die Kondition dafür hatte er, laut eigenen Angaben, auf Wanderfahrten errudert, durch den Versuch, Motorboote einzuholen. Dadurch, dass er als erfolgreicher Rennruderer weiterhin dem Wanderrudern treu blieb und viele tausend Kilometer im Jahr ruderte, stellte er die ehemalige „Intervall-Trainingslehre“ auf den Kopf. Kraftausdauer, die Basis der heutigen Trainingslehre, wurde mit Spaß verbunden und erreicht. In Folge gewann das Ruderduo Roger Hoffmann und Klaus Filter im leichten Zweier sechs Jahre lang, von 1954 bis 1959, alle Wettkämpfe. Mitte der 50er-Jahre trat Filter auch im Einer an und wurde gesamtdeutscher Meister. Von 1950 bis 1960 gehörte er der DDR-Nationalmannschaft an, musste allerdings „bei den Schwergewichten mitfahren“, weil es die Leichtgewichte international noch nicht gab. Danach beendete der siebenfache DDR-Meister seine Ruderkarriere. 
Seine berufliche Laufbahn begann Filter 1949 mit einer Ausbildung als Bootsbauer bei der 1920 in Berlin-Oberschöneweide gegründeten, inzwischen nicht mehr existierenden Bootswerft Friedrich Pirsch in Berlin. 1956 schloss er diese mit einer Meisterprüfung ab. Sein Gesellenstück war ein Einer gewesen, der in die Sowjetunion geliefert wurde. Das Besondere: In diesem Boot erruderte Juri Sergejewitsch Tjukalow 1952 die erste Goldmedaille bei den Olympischen Spielen für die Union der Sozialistischen Sowjetrepubliken, kurz UdSSR.
Sein Sportstudium, das Filter während seiner Zeit als Rennruderer aufgenommen hatte und das seinem Wunsch, Rudertrainer werden zu können, geschuldet gewesen war, beendete er 1960 vorzeitig. Anstelle dessen schrieb er sich an der Ingenieurschule für Schiffstechnik Warnemünde in Rostock-Warnemünde ein. Dieses Studium schloss er 1965 als Schiffsbauingenieur ab. 
1961 gründete Filter mit anderen das Institut für Forschung und Entwicklung von Sportgeräten (FES), das anfangs offenbar als Außenstelle der Deutschen Hochschule für Körperkultur gedacht war. Eine Zeit lang war er dort Technischer Direktor. Filter wurde 1972 und 1976 jeweils mit einem Kollektiv für seine Arbeit an der FES mit dem Nationalpreis der DDR, III. Klasse für Wissenschaft und Technik ausgezeichnet. 1993 ging Filter in den Ruhestand. 
Filter entwickelte zahlreiche Boote sowie Bootsformen. Dazu zählten Kinderboote ebenso wie die Bootsflotte der Nationalmannschaft. Bereits zu DDR-Zeiten, 1979, wurde er Gründungsmitglied der Materialkommission des Weltruderverbandes (FISA), in der das Material geprüft und ein Regelwerk unter fachlicher Anleitung erarbeitet wurde; von 1990 bis 2000 war er ihr Vorsitzender. Die von Filter entwickelten selbstentleerenden Bootsformen sind seit 2005 in Produktion. 
2002 sowie 2015 wurde Filter von der FISA ausgezeichnet, mit dem World Rowing Award der Kategorie Distinguished Services to Rowing. Unter anderem für seine Verdienste, den Rudersport über die Grenzen Amerikas, Europas und Australiens hinaus gefördert zu haben beziehungsweise zu fördern: Als das Internationale Olympische Komitee (IOC) in den 1980er-Jahren monierte, dass Rudern nicht universell genug sei, entschied die FISA, die Sportart in eben jenen Ländern zu fördern, in denen kaum bis gar nicht gerudert wurde. In diesem Zusammenhang fuhr Filter quer durch Europa, um ausrangierte Ruderboote einzusammeln. Die selbst oder im Rahmen von Bootswartelehrgängen restaurieren Boote wurden anschließend Ländern in Afrika, Südamerika und Asien zur Verfügung gestellt. Wenn die Boote angeliefert wurden, hielt Filter vor Ort Lehrgänge ab.
Nach wie vor hält Filter regelmäßig Vorträge, und zwar auf der ganzen Welt. Seine von ihm entwickelte Technologie wird heute vor allem von der chinesischen Bootswerft Flying Eagle Boat Company umgesetzt, die sich in der Nähe von Hangzhou befindet. Sie stellt die Boote auch für den nordamerikanischen Rennbootanbieter WinTech Racing her.

## Ehrungen
- 1972 und 1976: Nationalpreis der DDR, III. Klasse für Wissenschaft und Technik, jeweils im Kollektiv
- 2002 und 2015: World Rowing Award der Kategorie Distinguished Services to Rowing (Weltrudersport-Preis der FISA für bemerkenswerte Verdienste)
- 2005: Plakette für besondere Verdienste durch den Deutschen Ruderverband[12]